# Petra Nosková
Petra Nosková (* 31. října 1967) (provdaná Červenková) je bývalá československá biatlonistka.

## Závodní kariéra
Na XVI. ZOH v Albertville 1992 skončila v závodě jednotlivců na 15 km na 60. místě.